# پلور
پلور روستایی از بخش بالا لاریجان آمل در استان مازندران است.

## جمعیت و مردم
این روستا در بالای لاریجان قرار داشته و براساس آخرین سرشماری مرکز آمار ایران که در سال ۱۳۸۵ صورت گرفته، جمعیت آن ۳۱۶ نفر (۸۶ خانوار) بوده‌است. مردم پلور از قومیت طبری هستند که ریشه آن به آماردیان و قوم تپوری می‌رسد. مردم پلور به زبان طبری (مازندرانی) سخن میگویند.

## پلاک خانه‌ها
تا سال ۱۳۹۷ خانه‌های موجود در پلور پلاک نداشتند. اما در این سال دهیاری پلور اقدام به نصب پلاک برای خانه‌ها کرد.

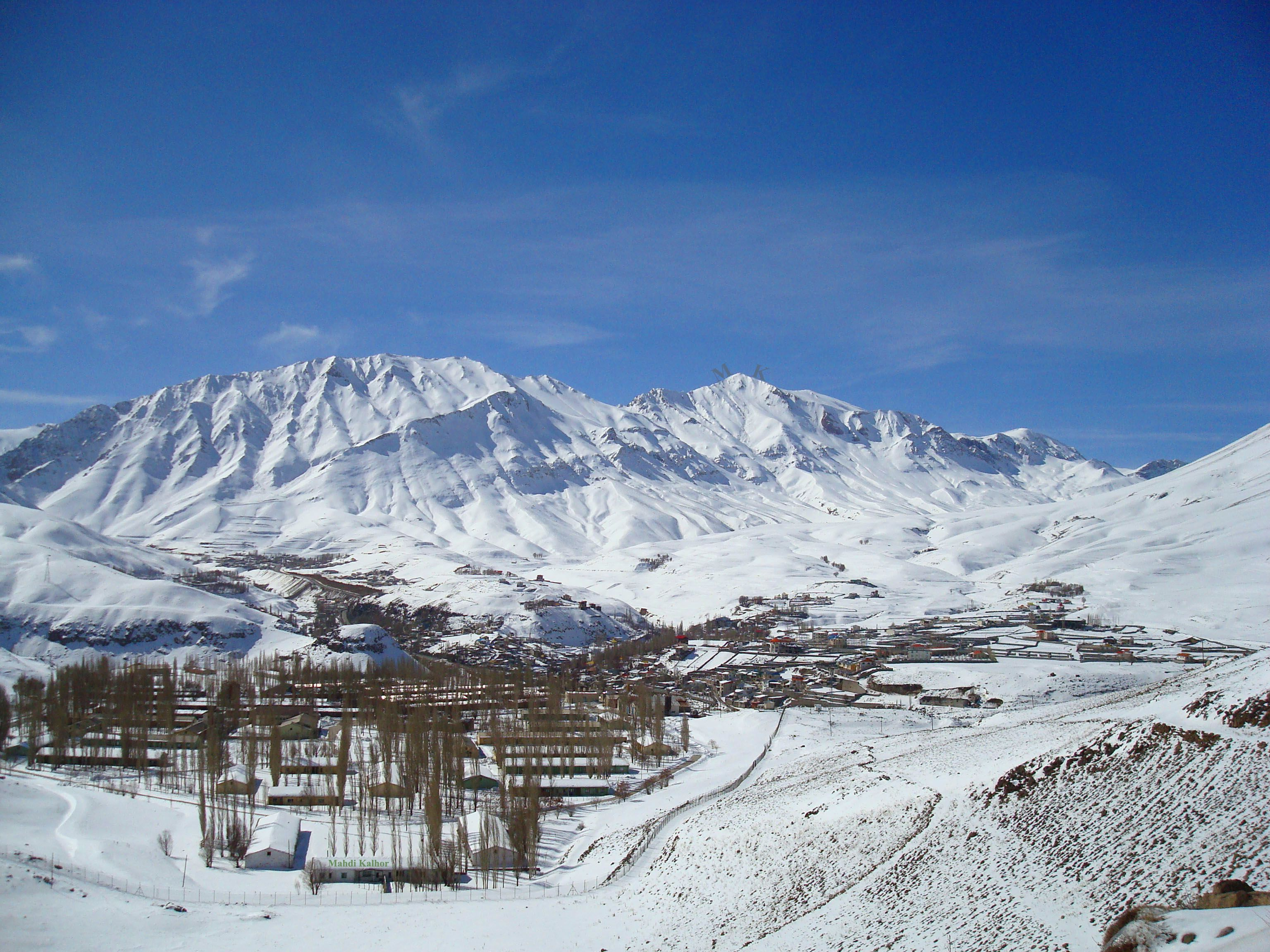
جاده دشت لار پلور

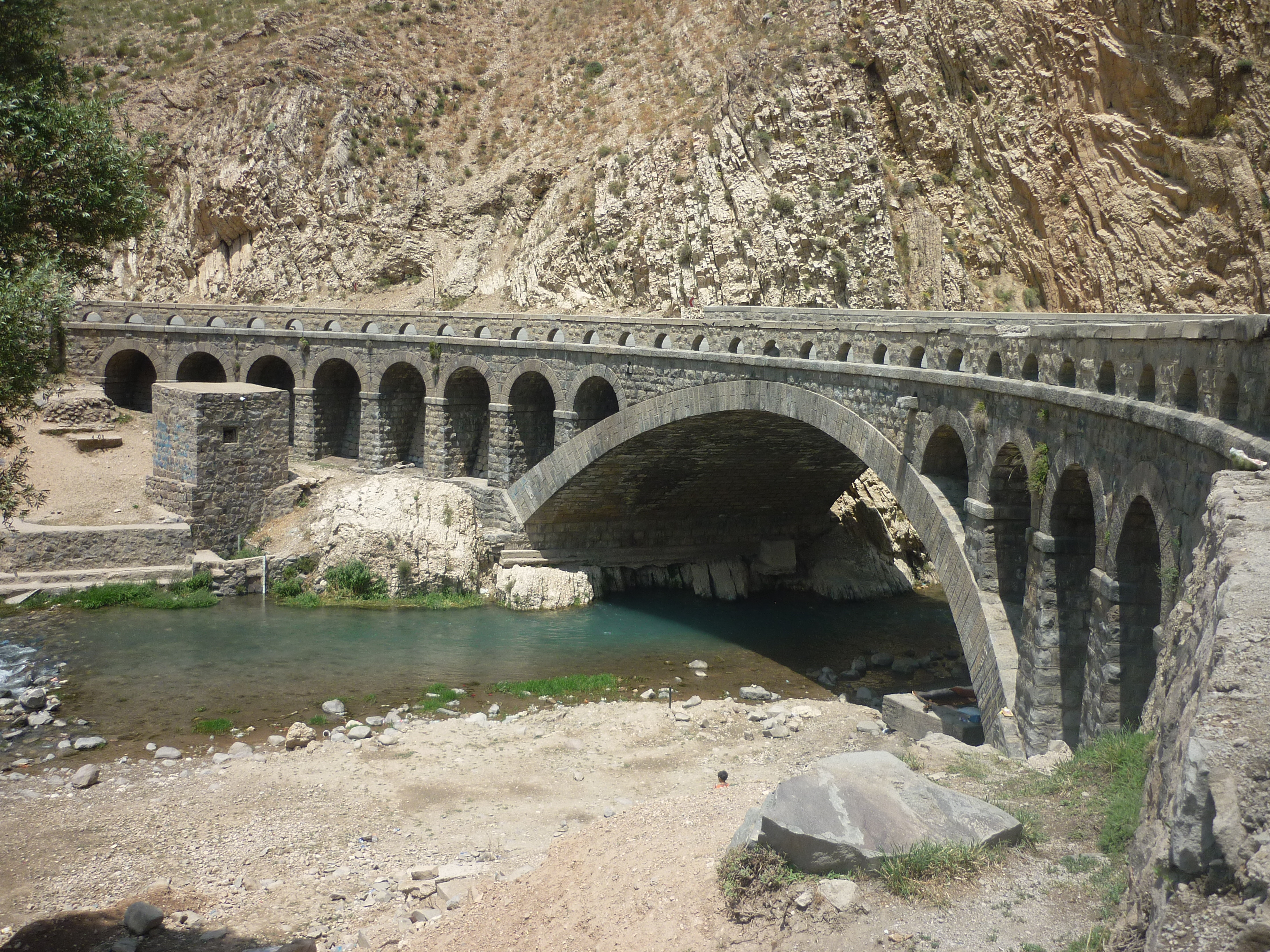
پل سنگی پلور

## آب و هوا
پلور منطقه‌ای کوهستانی است که به تابستان‌های بهاری‌اش شهرت دارد. از آنجا که روستای پلور در بالای ارتفاع ۲۲۸۰ متر قرار دارد، آب و هوایش خنک و ییلاقی است. و قله‌های دماوند، بزمچال و پروانه به خوبی از این روستا معلوم هستند، به همین دلیل، زمستان‌ها و آذرماه‌ها همیشه برفی است.

## جاذبه‌ها
- دره زمان
- آبشار یخی
- سد لار
- پارک ملی لار
- منظریه
- پل سنگی
- قلعه دختر
- غار گل زرد
- آبشار قلعه دختر
- دره زمان[۵]
- دریاچه قزل‌آلا
- دشت شقایق
- جایگاه ایل سنگسری
- دشت بنفش
- غار گل زرد
- چشمه قلعه دختر
- چشمه آب معدنی
- چشمه آناهیتا
- قلعه کوه
- ییلاق چپک